# Vescellium

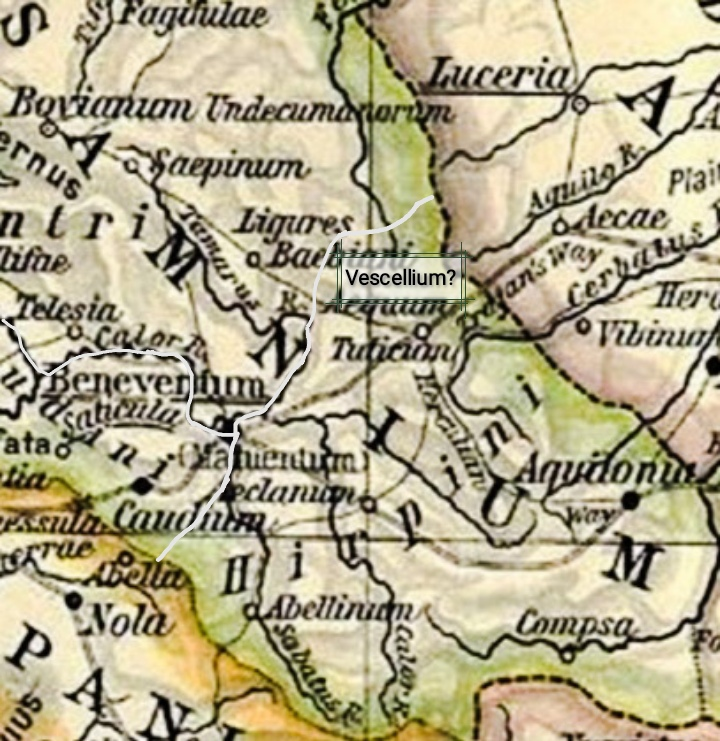
La presumibile posizione di Vescellium nel territorio degli Hirpini (="Irpini") all'interno del Samnium (="Sannio"); in bianco i probabili confini tribali alla fine del III secolo a.C.

Vescellium (talvolta italianizzato in Vescellio) era un borgo o villaggio fortificato (oppidum) della tribù sannitica degli Irpini.
Secondo una consolidata tradizione storiografica, sorretta inizialmente da vaghe considerazioni geografiche ed etimologiche ma poi avvalorata dai risultati delle moderne indagini archeologiche, il sito doveva essere ubicato nei monti della Daunia alla località Vetruscelli, in posizione baricentrica tra gli attuali comuni di Roseto Valfortore (cui amministrativamente appartiene l'area), Castelfranco in Miscano e Faeto. Non mancano però alcune ipotesi alternative.

## Fonti primarie
Unitamente a Vercellium e Sicilinum, Vescellium è citata dallo storico romano Tito Livio che ne rammenta la conquista nel 215 a.C. da parte del pretore Marco Valerio Levino. Tuttavia, benché Livio affermi esplicitamente che i borghi o villaggi conquistati fossero stati tre (oppida tria), la moderna critica storica non esclude che Vescellium e Vercellium rappresentassero semplicemente due varianti grafiche dello stesso toponimo. In quanto a Sicilinum, esso doveva costituire un fortilizio ausiliario, oppure dovette subire una distruzione totale, o più semplicemente dovette cambiare nome poiché da allora in poi non fu mai più citato, a meno che non si trattasse di Sicalenum che, però, era situato nel remoto entroterra del territorio dei Frentani (presso l'attuale Casacalenda) e dunque piuttosto lontano dall'Irpinia e dalle basi romane.
Vescellium, invece, doveva costituire un centro di una certa importanza, poiché i Vescellani sono citati anche da Plinio il Vecchio nell'elenco delle principali comunità dell'Irpinia antica, che nel frattempo era stata annessa alla Regio II Apulia et Calabria unitamente al territorio dei Sanniti Caudini (ma diversamente dai Sanniti Pentri e dai Frentani che invece rimasero legati alla Regio IV Samnium). Benché non vi siano certezze etimologiche (da Vescellium sarebbe dovuto derivare *Vescellini o eventualmente *Vescelliani, piuttosto che Vescellani), si ritiene generalmente assai probabile che Plinio volesse riferirsi alla popolazione dello stesso oppidum già citato da Livio. Poiché però il nome Vescellium non compare in altri autori né in altre opere o iscrizioni, gli storici moderni hanno dovuto basarsi sui pochi dati disponibili per tentare di localizzare il sito.

## Elementi di valutazione

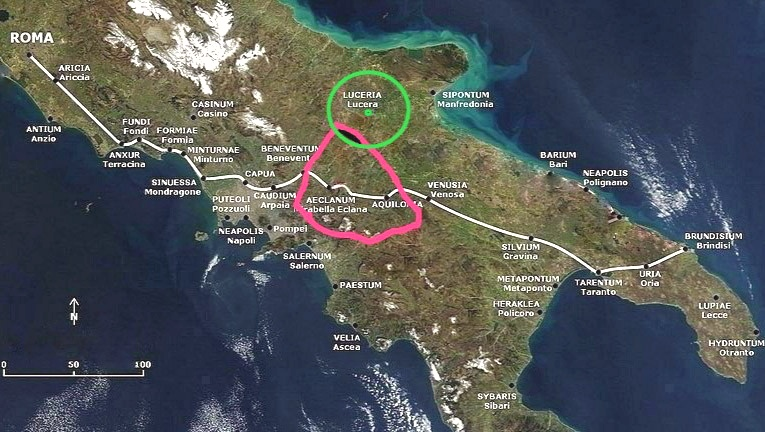
In rosso il probabile confine del territorio irpino ai tempi di Annibale, in verde la zona circostante la colonia romana di Luceria, in nero (ove le due aree precedenti si sovrappongono) la presumibile localizzazione di Vescellium presso l'attuale Vetruscelli, in bianco la Via Appia Antica, l'unica strada che attraversava l'Irpinia a quell'epoca.

Livio scrive che la conquista dei tre oppida avvenne per ritorsione contro i loro abitanti che avevano tentato di unirsi ad Annibale dopo la vittoria militare che questi aveva conseguito a Canne, in Apulia. Lo stesso Livio afferma inoltre che le legioni romane, dopo aver espugnato gli oppida, fecero ritorno nella colonia romana di Luceria (l'attuale Lucera) portando con sé alcune migliaia di prigionieri. All'epoca, però, non vi era alcuna strada che collegasse l'Irpinia a Luceria (la Via Aemilia sarebbe stata infatti costruita soltanto un secolo più tardi); il territorio irpino era invece percorso unicamente dalla via Appia che univa le due colonie romane di Beneventum e Venusia passando per Aeculanum (Passo di Mirabella) e Aquilonia (Lacedonia). Ciò ha permesso di ipotizzare che Vescellium dovesse trovarsi in un luogo piuttosto distante dalla Via Appia e non molto lontano da Luceria (e comunque a nord della stessa Via Appia), altrimenti l'assedio sarebbe stato portato a termine assai più agevolmente dalle legioni beneventane o venosine piuttosto che da quelle lucerine, senza contare le difficoltà insite nel trasporto di un gran numero di prigionieri attraverso un tragitto lungo e impervio. Non a caso un'analoga incursione, condotta contro altri gruppi di Irpini ribelli stanziati però nelle montagne a sud della Via Appia, fu fatta opportunamente partire dalla base campana di Nola.
Analizzando poi lo scritto di Plinio si può notare come egli distribuisca abbastanza uniformemente le altre comunità irpine sul territorio, lasciando però scoperto un ampio settore nord-orientale comprendente la valle del Miscano, la Valmaggiore (ossia valle del Celone) e la valle del Cervaro, talché si è potuto supporre che Vescellium dovesse trovarsi proprio presso tale settore. Si evidenzia inoltre che nella lista pliniana, oltre ai Vescellani e agli altri cinque gruppi indigeni dell'Irpinia (Aeculani, Aquiloni, Abellinati, Compsani, Caudini), siano citati anche la colonia romana di Beneventum e gli abitati dei Liguri Bebiani (stanziati nella media valle del Tammaro) e Corneliani. Di questi ultimi non si conosce l'area di insediamento, ma si ipotizza che risiedessero nella valle del Fortore, poiché si ritiene che la deportazione dei Liguri apuani nel cosiddetto Ager Taurasinus (l'area appenninica situata a nord-est della colonia beneventana) servisse a creare una sorta di diaframma tra gli Irpini (a sud-est) e i Sanniti Pentri (a nord-ovest); l'irpina Vescellium doveva dunque trovarsi a sud-est dell'Ager. Lo stesso Plinio assegna invece all'Apulia le tribù degli Aecani e dei Vibinates (i primi stanziati ad Aecae presso l'attuale Troia, i secondi a Vibinum ossia Bovino), il che significava che l'intera fascia subappenninica apparteneva ai Dauni; dunque Vescellium, quale parte integrante del Sannio Irpino, doveva essere collocata nell'Appennino propriamente detto.

## Vetruscelli
Vetruscelli fu un borgo medievale appartenente alla grancontea e diocesi di Ariano; già citato nel Catalogus baronum come Vetrascellum, fu successivamente noto con i nomi di Vetroscello, Vetruscello, Bitrassello, Vetestrello o Vetrisciello. Nel 1299 è altresì documentata una disputa di confine con il vicino feudo di Casale Campanaro (Casale Campanarii in latino medievale). Dotato di una chiesa arcipretale e di due monasteri, Vetruscelli cessò comunque di esistere nel 1450 allorquando la locale chiesa fu chiusa e unita a quella di Roseto (facente parte anch'essa, a quel tempo, della diocesi di Ariano).
Il sito di Vetruscelli era inoltre noto con il soprannome di Serra delle Tre Marine poiché vi si trovano le sorgenti di tre corsi d'acqua divergenti su altrettanti versanti appenninici: il Miscano, confluente nell'Ufita e afferente al versante tirrenico; il Fortore, sfociante nell'Adriatico centrale; e il Canale del Feudo, affluente del Celone diretto nel Tavoliere e, tramite il Candelaro, nel golfo di Manfredonia. Perdipiù alle falde settentrionali di Vetruscelli sgorga un quarto torrente, il Vulgano, la cui valle sbocca nel Tavoliere proprio all'altezza di Lucera, a quel tempo sede di una fiorente colonia romana. Si trattava dunque di un'area di fondamentale rilevanza strategica.
L'etimologia del toponimo Vetruscelli rimane piuttosto incerta, anche se non sono mancati tentativi volti ad accostare le forme latino-medievali Vetrascellum (attestata, come già si è detto, nel Catalogus baronum) e castrum Vetrascelli (menzionata nel registri della cancelleria angioina) alle antiche denominazioni Vescell(i)um / Vercell(i)um, queste ultime risalenti indubbiamente alla lingua osca parlata in epoca preromana dagli Irpini e da numerose altre popolazioni dell'Italia meridionale. Non tutti gli autori sono però concordi: l'origine etimologica di Vetruscelli potrebbe anche essere del tutto differente, e vi è perfino un'ardita teoria alternativa che ipotizzerebbe un etimo antico-ligure del toponimo, in correlazione a un lemma Aetruscianum citato sulla Tabula alimentaria dei Liguri Bebiani stanziati tra Reino e Circello.
A Vetruscelli vi sono tre aree archeologiche: il monte San Chirico (991 m s.l.m.), di forma troncoconica e circondato da ripe e fossati, dunque ideale per l'estrema difesa; la fontana la Noce, ubicata un po' più in basso e circa un chilometro più a sud, ove vi è una fonte sorgiva perenne presso cui era possibile lo stanziamento di una comunità umana; infine il monte Saraceno (1138 m s.l.m., una delle vette più elevate dei monti Dauni), situato 3,5 km a nord-est del monte San Chirico e del vicino bosco Vetruscelli. I tre siti sono collegati tra loro da una mulattiera che corre lungo la linea di displuvio.
Sul monte San Chirico (detto così dal nome dall'antica chiesa arcipretale di Vetruscelli, intitolata a san Quirico) non sono state comunque rinvenute tracce consistenti della presenza sannitica, forse perché cancellate dalla successiva, prolungata occupazione medievale dell'altura. Di contro, presso la fontana la Noce le ricerche archeologiche hanno permesso di individuare, oltre a una grande villa di epoca romana (situata forse lungo la Via Aemilia), anche un'area di dispersione riferibile a uno stanziamento sannitico e piuttosto ricca in reperti, consistenti soprattutto in ceramiche ma con presenza anche di tracce di armi, tra le quali si annovera la punta di un giavellotto in ferro. Il fatto che tali ritrovamenti siano avvenuti all'altezza della fontana la Noce è assai significativo, poiché era esattamente quello il sito tramandato dalla tradizione storiografica locale.
Ma i resti più cospicui emergono sul monte Saraceno, ove è stata individuata una massiccia arx ("fortezza") sannitica i cui muri di pietra, seppur diroccati, sono ben evidenti sui fianchi della montagna. In realtà il monte Saraceno, circondato da rupi su tre lati e accessibile unicamente da sud tramite la mulattiera proveniente da monte San Chirico, faceva parte di un più ampio sistema difensivo federale comprendente anche le roccaforti di monte Sambuco e monte Rotaro (entrambe situate più a nord, rispettivamente a 20 e 30 km di distanza), il cui obiettivo primario doveva essere quello di contrastare la colonia romana di Luceria (dedotta fin dal 314 a.C.) e di proteggere Bovianum (capitale dei Sanniti Pentri) e in una prima fase anche Maleventum (appartenente in origine agli Irpini); quest'ultima città era infatti assai ambita per la sua posizione strategica, tanto da essere poi a sua volta colonizzata dai Romani nel 268 a.C.. È inoltre interessante notare che il toponimo "monte Saraceno" risulti assai spesso associato ad arces sannitiche (ciò accade infatti anche a Cercemaggiore, così come a Pietrabbondante e altrove), sebbene l'origine di tali denominazioni rimanga piuttosto oscura; ad ogni modo l'ipotesi prevalente è che l'epiteto "Saraceno", di matrice popolaresca e correlato almeno idealmente ai Saraceni, sia stato appioppato a tal genere di rovine preromane (e, in una seconda fase, alle alture su cui esse sorgevano) in epoca non molto antica.

## Ipotesi alternative

### Monte Castiglione
Situato a sud di Faeto presso le sorgenti del Celone, il monte Castiglione (o Castellone) è un rilievo molto simile, per struttura e altitudine, al monte San Chirico. L'altura domina il valico di San Vito, percorso fin dalla più remota antichità dal tratturello Camporeale-Foggia, cui in epoca imperiale si sarebbe poi sovrapposta la Via Traiana. Ad ogni modo l'itinerarium burdigalense, di epoca tardo-antica (IV secolo d.C.), non menziona alcuna città nell'area, ma cita piuttosto una stazione di posta, la cosiddetta mutatio Aquilonis (Aquilo era infatti l'antico nome del Celone), situata forse in corrispondenza dell'attuale masseria San Vito (circa 500 m a nord-est del monte Castiglione). L'ipotesi secondo cui l'antica Vescellium e la mutatio Aquilonis sarebbero state in qualche modo connesse era stata ventilata fin dall'Ottocento, tuttavia nel secolo successivo si è invece suggerito (grazie a un conteggio più accurato delle miglia) di localizzare la mutatio lungo la mulattiera che collega Celle con Orsara, più distante dunque dal monte Castiglione (circa 2 km in direzione nord-est); non è mancato, peraltro, un tentativo per ricollegare etimologicamente (le) Celle ai Vescellani.
Nel medioevo, allorquando la Via Traiana fu integrata nella Via Francigena, sul monte Castiglione sorse la grande fortezza di Crepacuore (presidiata dai cavalieri gerosolimitani), il che potrebbe aver determinato la riconversione delle antiche strutture nonché la perdita del toponimo originario (eventualmente Vescellium / Vercellium, o anche Sicilinum); l'occupazione dell'altura in epoca preromana è comunque attestata da reperti archeologici, dai quali si può dedurre la probabile esistenza di un'arx, sia pur di modeste dimensioni. Inoltre, 4 km chilometri a sud del monte Castiglione si erge il monte Rovitello (nell'attuale territorio di Greci) alle cui falde è stata rinvenuta una necropoli sannitica del IV-III secolo a.C..

### Casalbore
Ubicata lungo il tratturo Pescasseroli-Candela, su di un colle dominante la media valle del Miscano, Casalbore dovette essere un centro di primaria importanza in epoca preromana: oltre alle necropoli (piuttosto frequenti, comunque, anche nel resto d'Irpinia), a Casalbore sono state infatti rinvenute due fornaci (destinate alla produzione di ceramiche e laterizi)  nonché un tempio italico, l'unico superstite in tutto il Sannio irpino; tale edificio religioso, peraltro, fu devastato proprio al tempo delle guerre annibaliche. Inoltre nelle vicinanze, a 4 km in direzione ovest-nordovest presso il confine tra i territori comunali di Buonalbergo e San Giorgio la Molara, vi è una grossa altura denominata Serra Viscigli, il cui nome sembrerebbe riecheggiare quello dell'antica Vescellium. È stato però osservato che il toponimo Viscigli è estremamente comune in tutta l'Italia meridionale; esso infatti ricalca il termine dialettale viscigliu (o visciglia, visceglie), la cui etimologia è alquanto incerta, ma il cui significato è "giovane quercia" (dalla stessa radice deriva anche il toponimo Visciglieto, anch'esso assai diffuso in tutto il Sud). Inoltre, le indagini archeologiche compiute a Serra Viscigli (situata comunque a una discreta distanza da Luceria) non hanno trovato alcuna traccia dell'oppidum, benché siano stati rinvenuti svariati reperti ceramici risalenti al III secolo a.C.. Vestigia di un insediamento fortificato di epoca preromana emergono invece sul monte Chiodo, meno di 3 km a ovest di Casalbore e poco più a monte di Buonalbergo.
Secondo l'archeologo Werner Johannowsky Casalbore, pur potendo non corrispondere all'oppidum Vescellium citato da Livio, poteva comunque costituire il centro principale del clan irpino dei Vescellani nominati da Plinio, il cui territorio di insediamento doveva dunque abbracciare anche la valle del Miscano. Se così fosse, l'etnonimo Vescellani non sarebbe derivato dal nome della loro principale città, bensì da quello della loro più importante roccaforte militare d'altura (Vescellium, appunto) situata in posizione pressoché intermedia tra le due colonie romane di Beneventum e Luceria. A seguito delle guerre puniche Casalbore dovette comunque finire distrutta.

### San Bartolomeo in Galdo
Dall'analisi delle fotografie aeree sembrerebbe che il versante orientale della valle del Fortore sia stato sottoposto, in epoca repubblicana, a una centuriazione; tale ipotesi è inoltre avvalorata dal rinvenimento di diversi cippi graccani nell'attuale territorio di Celenza Valfortore. Non è chiaro però a quale centro urbano facessero capo tali villaggi rurali sparsi; e poiché in località Castelmagno (4 km a nord-ovest dell'attuale San Bartolomeo in Galdo) sono state rinvenute tracce di un insediamento romano, è stato ipotizzato che questo potesse essere sorto sul sito dell'antica Vescellium. Tuttavia secondo studi più recenti è assai più probabile che tale area fosse popolata non dagli Irpini, ma piuttosto dai Liguri Corneliani stanziati sul territorio fin dal 180 a.C., benché non si possa escludere che questi ultimi abbiano potuto occupare aree precedentemente controllate dagli Irpini; ad ogni modo Plinio il Vecchio cita i Liguri Corneliani separatamente dai Vescellani. Tracce di fortificazioni di epoca preromana sono comunque evidenti nei vicini monti della Daunia (presso monte Rotaro e monte Sambuco, come già si è accennato); tali roccaforti erano però localizzate assai a nord rispetto al territorio irpino propriamente detto e dunque potrebbero essere meglio attribuite ad altre tribù sannitiche, quali i Pentri o i Frentani. Malgrado ciò, alcuni storici ritengono comunque possibile che i monti della Daunia fossero sotto totale controllo irpino.

### Pago Veiano
Pago Veiano, già esistente in epoca romana, è posta entro un'ampia ansa del fiume Tammaro; tracce di un oppidum sannitico sono state rinvenute sulla sponda opposta del fiume, alla località Toppo Santa Barbara di San Marco dei Cavoti. In passato si era ipotizzato che lo stesso toponimo antico Veianus potesse costituire una forma abbreviata di Vescellianus, tuttavia le interpretazioni più recenti sostengono che il nome originario del pagus fosse Vetanus anziché Veianus. Ad ogni modo la località era alquanto lontana da Luceria ed invece assai vicina alla colonia beneventana, il che costituisce indubbiamente un elemento discordante; peraltro non è neppure sicuro che a quel tempo l'agro beneventano facesse parte dell'Irpinia, poiché lo stesso Livio afferma che Annibale, per riuscire ad espugnarlo, dal territorio degli Irpini dovette portarsi nel Sannio (ex Hirpinis in Samnium transit, Beneventanum depopulatur agrum). In effetti secondo studi recenti il più probabile confine storico tra Sanniti Pentri e Irpini era costituito proprio dal fiume Tammaro per cui Pago Veiano, trovandosi a ovest del corso d'acqua, era verosimilmente situata in territorio pentro.

### Irpinia centro-meridionale
In aperto contrasto con l'orientamento predominante, qualche autore attribuisce assai poca importanza all'elemento geografico, preferendo invece soffermarsi sugli aspetti sociopolitici della questione. In particolare si è ipotizzato che l'epicentro della rivolta anti-romana fosse da ricercarsi a Compsa (presso Conza, nell'Irpinia meridionale), ove è effettivamente attestata la presenza di un partito filo-cartaginese capeggiato da Statius Trebius. Nella stessa zona è inoltre nominato un sacello dedicato a Iovis Vicilinus, un appellativo che con qualche forzatura si è tentato di ricollegare a Sicilinum (ammettendo che quest'ultima costituisca una forma corrotta) o anche a Vescellium; tuttavia appare molto più verosimile che la sua etimologia risalga invece a viculus (="villaggio", diminutivo di vicus), analogamente a diversi altri simili epiteti associati ad antiche divinità. Malgrado ciò sarebbe forse anche concepibile che Livio, citando gli oppida tria, intendesse riferirsi a Trivicum (presso Trevico) o eventualmente ad altri luoghi dell'Irpinia centrale prossimi a Compsa e all'Apulia (quantunque lontani da Luceria), ma secondo un'ipotesi piuttosto ardimentosa potrebbe entrare in gioco addirittura l'Irpinia meridionale, precisamente l'area compresa tra Conza, Nusco, Montella e Bagnoli ove è documentata una parrocchia medievale denominata Sicilio, ricollegabile dunque all'antico oppidum Sicilinum (sempreché tale appellativo rappresenti una forma corrotta, da emendarsi a oppidum Sicilium); nella medesima zona emergono anche tracce di fortificazioni preromane (alla località Oppido Vetere di Lioni) benché, secondo moderni studi, esse sarebbero piuttosto riconducibili alla stessa Compsa, il cui sito di insediamento sarebbe stato trasferito presso l'attuale Conza soltanto dopo la conquista romana.
Ad ogni modo tali congetture, intrinsecamente poco congruenti e alquanto datate, non hanno riscosso consensi tra gli autori contemporanei, ritenendosi invece assai più plausibile che Vescellium si trovasse nell'Irpinia settentrionale, a non molta distanza dalla colonia romana di Luceria.